# Chamberí
Cet article possède un paronyme, voir Chambéry.
Ne doit pas être confondu avec Chambéry, Chambéria ou Champéry.

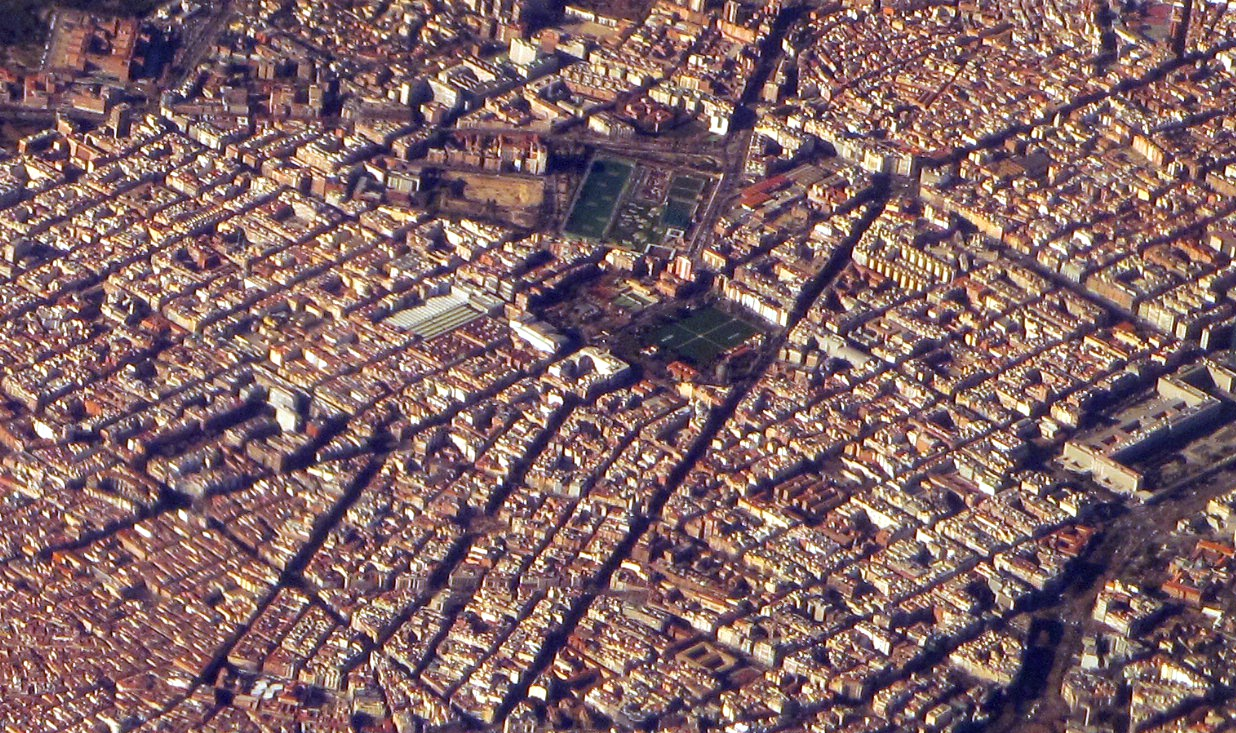
Vue aérienne.

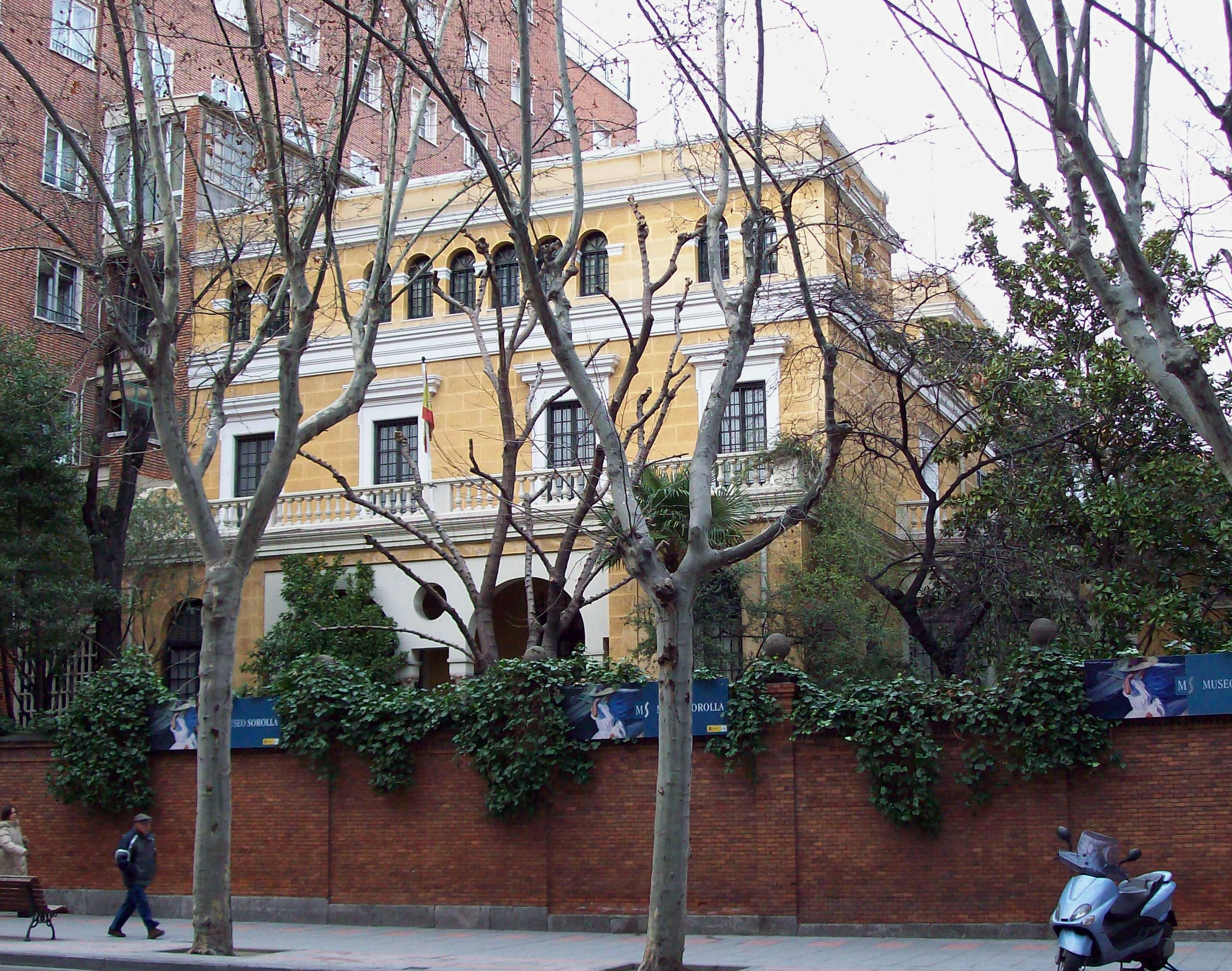
Le musée Sorolla à Chamberí

Chamberí est un des vingt-et-un arrondissements de la ville de Madrid, capitale de l'Espagne. Sa population était de 138 586 habitants en 2014.

## Situation
Situé au centre de la ville, il est délimité par les artères et places suivantes :
- à l’ouest : les rues de la Princesse, Juan Meléndez Valdés, Archiprêtre de Hita et Isaac Peral, la place de l’île d’Alborán et l’allée Jean XXIII ;
- au sud, les rues Alberto Aguilera, Carranza et Sagasta, la place Alonso Martínez, la rue de Gênes et la place Colomb ;
- à l’est, la Castellana ;
- au nord, les avenues de la Moncloa et de la reine Victoria, le carrefour de Cuatro Caminos et la rue Raimundo Fernández Villaverde.

## Quartiers
Il comporte les six quartiers de Gaztambide, Arapiles, Trafalgar, Almagro, Ríos Rosas et Vallehermoso. 

## Origine du nom
Plusieurs théories coexistent :
- selon certains historiens, durant le soulèvement du Dos de Mayo (2 mai 1808), les troupes françaises du régiment de Chambéry de Napoléon Ier avaient établi un cantonnement à l'actuel emplacement de la Plaza de Chamberí (qui a donné son nom au district). Des affrontements eurent lieu avec la population madrilène révoltée ;
- une autre version est que Marie-Louise-Gabrielle de Savoie, femme du roi Philippe V d'Espagne qui avait grandi à Chambéry aimait à flâner en ce lieu, à l'extérieur de la Porte de Santa Barbara (es) qui lui rappelait la cité ducale savoyarde ;
- Enfin, le nom de Chamberí peut-être associée également à Marie-Barbara de Portugal, femme de Ferdinand VI d'Espagne, qui fut promotrice de la création du Couvent de la Visitation (es), connu sous le nom de Couvent des Salésiennes royales, aujourd'hui siège du Tribunal Suprême d'Espagne et situé juste à la limite du district de Chamberí. Ce couvent fut occupé à l'origine par des sœurs salésiennes de Chambéry.

## Monuments et institutions
- Residencia de Señoritas
- Fondation José Ortega y Gasset

## Personnalités liées au quartier
- Elena Arnedo Soriano (1941-2015),  gynécologue, écrivaine et femme politique